# Wahlkreis Hildburghausen I – Schmalkalden-Meiningen III
Der Wahlkreis Hildburghausen I – Schmalkalden-Meiningen III (Wahlkreis 18) ist ein Landtagswahlkreis in Thüringen.
Er umfasst vom Landkreis Hildburghausen die Gemeinden Ahlstädt, Beinerstadt, Bischofrod, Dingsleben, Ehrenberg, Eichenberg, Grimmelshausen, Grub, Heldburg, Henfstädt, Hildburghausen, Kloster Veßra, Lengfeld, Marisfeld, Oberstadt, Reurieth, Römhild, Schlechtsart, Schmeheim, Schweickershausen, St. Bernhard, Straufhain, Themar, Ummerstadt, Veilsdorf und Westhausen sowie vom Landkreis Schmalkalden-Meiningen die Gemeinde Grabfeld. Zur Landtagswahl 2014 erhielt der Wahlkreis seinen heutigen Namen, nachdem er zuvor Wahlkreis Hildburghausen I hieß. Die Umbenennung wurde durch die Eingliederung der Gemeinde Grabfeld in den Wahlkreis notwendig. Zuvor wurde sein Gebiet seit der Landtagswahl 1994 kaum verändert. Bei der Landtagswahl 1990 umfasste der Wahlkreis Hildburghausen den gesamten Landkreis Hildburghausen in seinen damaligen Grenzen.

## Landtagswahl 2024
Die Landtagswahl fand am 1. September 2024 statt. Im Wahlkreis traten die nachfolgenden Direktkandidaten an:
| Gegenstand der Nachweisung    | Gegenstand der Nachweisung | Erst- stimmen | Erst- stimmen | Zweit- stimmen | Zweit- stimmen |
| Bewerber                      | Partei                     | Anzahl        | %             | Anzahl         | %              |
| ----------------------------- | -------------------------- | ------------- | ------------- | -------------- | -------------- |
| Wahlberechtigte               | Wahlberechtigte            | 32.523        | 32.523        | 32.523         | 32.523         |
| Wähler                        | Wähler                     | 24.014        | 24.014        | 24.014         | 73,8           |
| Ungültige Stimmen             | Ungültige Stimmen          | 398           | 1,7           | 181            | 0,8            |
| Gültige Stimmen               | Gültige Stimmen            | 23.616        | 98,3          | 23.833         | 99,2           |
| davon                         |                            |               |               |                |                |
| Kevin Zöller                  | DIE LINKE                  | 2.296         | 9,7           | 2.285          | 9,6            |
| Nadine Hoffmann               | AfD                        | 9.835         | 41,6          | 9.531          | 40,0           |
| Erik Fritz Guido Beiersdorfer | CDU                        | 5.923         | 25,1          | 4.837          | 20,3           |
| Thomas Jakob                  | SPD                        | 1.434         | 6,1           | 913            | 3,8            |
|                               | GRÜNE                      |               |               | 277            | 1,2            |
|                               | FDP                        | 149           | 0,6           |                |                |
|                               | TIERSCHUTZ hier!           | 170           | 0,7           |                |                |
| Nicole Kreußel                | ÖDP / Familie ..           | 718           | 3,0           | 166            | 0,7            |
|                               | PIRATEN                    |               |               | 63             | 0,3            |
|                               | MLPD                       | 19            | 0,1           |                |                |
|                               | BÜNDNIS DEUTSCHLAND        | 105           | 0,4           |                |                |
|                               | BSW                        | 3.550         | 14,9          |                |                |
|                               | FAMILIE                    | 103           | 0,4           |                |                |
| Andreas Hummel                | FREIE WÄHLER               | 3.410         | 14.4          | 1.476          | 6,0            |
|                               | WU                         |               |               | 189            | 0,8            |

## Landtagswahl 2019
Die Landtagswahl fand am 27. Oktober 2019 statt. 
| Direktkandidat      | Partei                         | Wahlkreisstimmen in % | Landesstimmen in % |
| ------------------- | ------------------------------ | --------------------- | ------------------ |
| Kristin Floßmann    | CDU                            | 25,4                  | 23,3               |
| Steffen Harzer      | DIE LINKE                      | 24,3                  | 27,6               |
| Thomas Jakob        | SPD                            | 10,1                  | 7,7                |
| Nadine Hoffmann     | AfD                            | 29,0                  | 27,7               |
| Katharina Schmidt   | GRÜNE                          | 6,2                   | 3,7                |
| –                   | NPD                            | –                     | 0,6                |
| Christopher Hubrich | FDP                            | 4,5                   | 4,1                |
| –                   | PIRATEN                        | –                     | 0,4                |
| –                   | Die PARTEI                     | –                     | 1,0                |
| –                   | KPD                            | –                     | 0,1                |
| –                   | TIERSCHUTZ hier!               | –                     | 1,1                |
| –                   | BGE                            | –                     | 0,1                |
| –                   | DIE DIREKTE!                   | –                     | 0,2                |
| –                   | Blaue #Team Petry Thüringen    | –                     | 0,1                |
| –                   | Graue Panther                  | –                     | 0,5                |
| –                   | MLPD                           | –                     | 0,4                |
| –                   | ÖDP                            | –                     | 0,7                |
| –                   | Gesundheitsforschung           | –                     | 0,6                |
| Janine Walter       | Internationalistisches Bündnis | 0,4                   | –                  |

## Wahl 2014
Bei der Landtagswahl in Thüringen 2014 traten folgende Kandidaten an:
| Name                              | Partei        | Anteil der Erststimmen |
| --------------------------------- | ------------- | ---------------------- |
| Kristin Floßmann                  | CDU           | 36,6 %                 |
| Tilo Kummer                       | DIE LINKE     | 30,3 %                 |
| Uwe Höhn                          | SPD           | 14,1 %                 |
| Heinz-Jörg Winkler                | FDP           | 1,2 %                  |
| Astrid Rühle                      | GRÜNE         | 3,5 %                  |
| Heiko Bernardy                    | AfD           | 9,8 %                  |
| Tommy Frenck                      | NPD           | 3,0 %                  |
| Bernd Schreiner                   | Piratenpartei | 1,4 %                  |
| Wahlberechtigte: 40.611 Einwohner |               |                        |
| Wahlbeteiligung: 50,5 %           |               |                        |

## Wahl 2009
Bei der Landtagswahl in Thüringen 2009 traten folgende Kandidaten an:
| Name                              | Partei    | Anteil der Erststimmen |
| --------------------------------- | --------- | ---------------------- |
| Michael Krapp                     | CDU       | 31,8 %                 |
| Tilo Kummer                       | Die Linke | 35,1 %                 |
| Uwe Höhn                          | SPD       | 16,8 %                 |
| Karen Thimel                      | GRÜNE     | 4,6 %                  |
| Thomas Vollmar                    | FDP       | 7,1 %                  |
| Danny Schuck                      | NPD       | 4,7 %                  |
| Wahlberechtigte: 38.247 Einwohner |           |                        |
| Wahlbeteiligung: 52,4 %           |           |                        |

## Wahl 2004
Bei der Landtagswahl in Thüringen 2004 traten folgende Kandidaten an:
| Name                              | Partei | Anteil der Erststimmen |
| --------------------------------- | ------ | ---------------------- |
| Michael Krapp                     | CDU    | 43,5 %                 |
| Tilo Kummer                       | PDS    | 31,7 %                 |
| Uwe Höhn                          | SPD    | 18,2 %                 |
| Peter Otto                        | GRÜNE  | 2,9 %                  |
| Jost Hofmann                      | FDP    | 3,8 %                  |
| Wahlberechtigte: 38.820 Einwohner |        |                        |
| Wahlbeteiligung: 50,0 %           |        |                        |

## Wahl 1999
Bei der Landtagswahl in Thüringen 1999 traten folgende Kandidaten an:
| Name                              | Partei | Anteil der Erststimmen |
| --------------------------------- | ------ | ---------------------- |
| Heinrich Dietz                    | CDU    | 46,7 %                 |
| Burkhard Stenzel                  | SPD    | 23,0 %                 |
| Tilo Kummer                       | PDS    | 23,8 %                 |
| Astrid Rühle von Lilienstern      | GRÜNE  | 1,7 %                  |
| Torsten Wirsching                 | REP    | 2,8 %                  |
| Lulita Schwenk                    | FDP    | 2,0 %                  |
| Wahlberechtigte: 38.349 Einwohner |        |                        |
| Wahlbeteiligung: 57,3 %           |        |                        |

## Bisherige Abgeordnete
Direkt gewählte Abgeordnete des Wahlkreises Hildburghausen I waren:
| Jahr | Name             | Partei    | Anteil der Erststimmen |
| ---- | ---------------- | --------- | ---------------------- |
| 2019 | Nadine Hoffmann  | AfD       | 29,0 %                 |
| 2014 | Kristin Floßmann | CDU       | 36,6 %                 |
| 2009 | Tilo Kummer      | Die Linke | 31,2 %                 |
| 2004 | Michael Krapp    | CDU       | 43,5 %                 |
| 1999 | Heinrich Dietz   | CDU       | 46,7 %                 |
| 1994 | Heinrich Dietz   | CDU       | 37,7 %                 |